# 郑赐
鄭賜（？—1408年），字彥嘉，江浙行省建德路甌寧縣（今福建省建甌市小橋镇陽澤）人。
鄭賜為洪武十八年（1385年）乙丑科丁顯榜進士。授監察御史。明建文帝時，任工部尚書，曾率兵抵抗“靖难” 之师。明成祖時，不咎既往，官至刑部尚书、礼部尚书。编撰《永乐大典》。洪熙元年，赠太子太保，謚文安。